# ريتشارد كروسمان
ريتشارد هوارد ستافورد كروسمان (بالإنجليزية: Richard Crossman)‏ (15 ديسمبر 1907 - 5 أبريل 1974) ويُعرف أيضًا بديك كروسمان. هو سياسي بريطاني في حزب العمال وكاتب ووزير مجلس الوزراء في عهد هارولد ويلسون.

## الوفاة
توفي كروسمان بسبب سرطان الكبد في بيته في مقاطعة أكسفوردشير عام 1974.

## روابط خارجية
- ريتشارد كروسمان على موقع مونزينجر (الألمانية)
- ريتشارد كروسمان على موقع إن إن دي بي (الإنجليزية)